# Bostriquídeos
Os Bostriquídeos (Bostrichidae) são uma família de besouros com mais de 700 espécies descritas. Eles são comumente chamados de besouros sem-fim, falsos besouros de pólvora ou besouros de pólvora com chifres. A cabeça da maioria dos besouros não pode ser vista de cima, pois é direcionada para baixo e escondida pelo tórax. As exceções são os besouros de pólvora (subfamília Lyctinae) e membros da subfamília Psoinae.

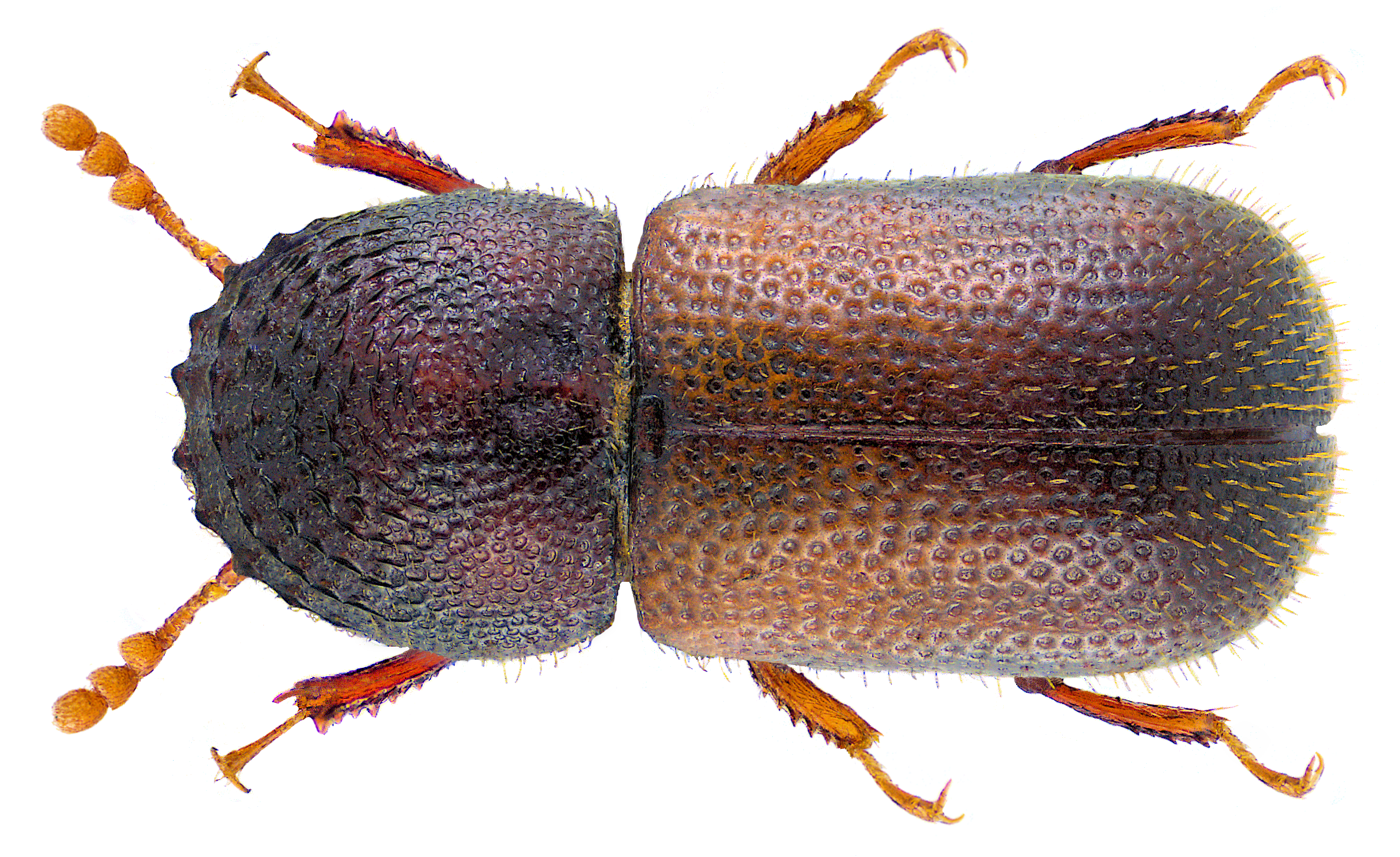
Dinoderus brevis

Bostrychoplites cornutus tem grandes chifres torácicos distintos e é encontrado em partes da África e da Arábia; é frequentemente importado para a Europa como larvas em tigelas de madeira africanas ("lembranças étnicas").
O registro fóssil da família estende-se ao Cretáceo, sendo os registros mais antigos dos âmbares Charentese e Burmese de idade Cenomaniana, pertencentes ao gênero existente Stephanopachys e às subfamílias existentes Dinoderinae e Polycaoninae.

## Espécies selecionadas
Esta lista está incompleta: 
- Amphcerus cornutus (Pallas, 1772)
- Apat terebrans (Pallas, 1772)
- Prostephanus truncatus (Horn, 1878)

Espécies encontradas na Austrália
- Dinoderus minutus (Fabricius)
- Lyctus Brunneus (Stephens)
- Lyctus discedens Blackburn
- Lyctus paralelocollis Blackburn
- Mesoxylion Collaris (Erichson)
- Mesoxylion cylindricus (Macleay)
- Minthea rugicollis (Walker)
- Rhyzopertha dominica (Fabricius) - broca menor do grão
- Sinoxylon anale (Lesne)
- Xylion cylindricus Macleay
- Xylobosca bispinosa (Macleay)
- Xylodeleis obsipa Germar
- Xylopsocus gibbicollis (Macleay)
- Xylothrips religiosus (Boisduval)
- Xylotillus lindi (Blackburn)

Espécies encontradas no Reino Unido
- Bostrichus capucinus
- Bostrychoplites cornutus (Olivier, 1790)
- Stephanopachys substriatus
- Trogoxylon parallelopipedum
- Lyctus cavicollis
- Lyctus linearis (Goeze, 1877)
- Lyctus planicollis
- Lyctus sinensis

Espécies fósseis

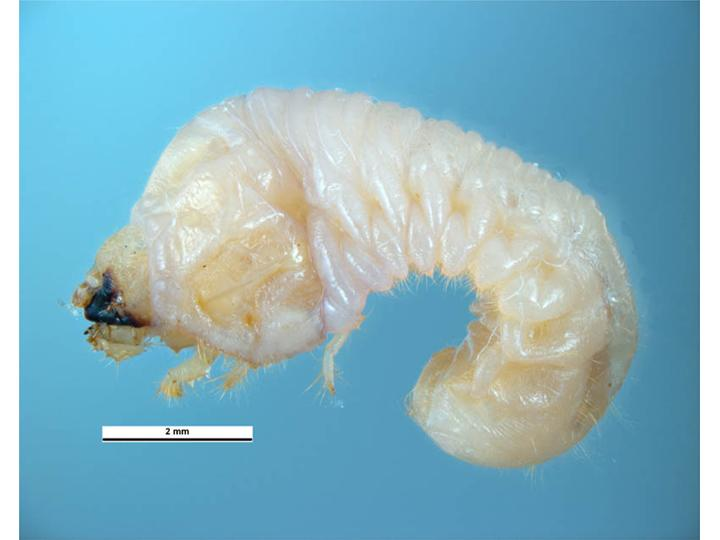
Larva de Heterobostrychus aequalis

- Larva de Heterobostrychus aequalis Discoclavata dominicana † Poinar Jr, 2013 [6]